# SS-Sturmmann

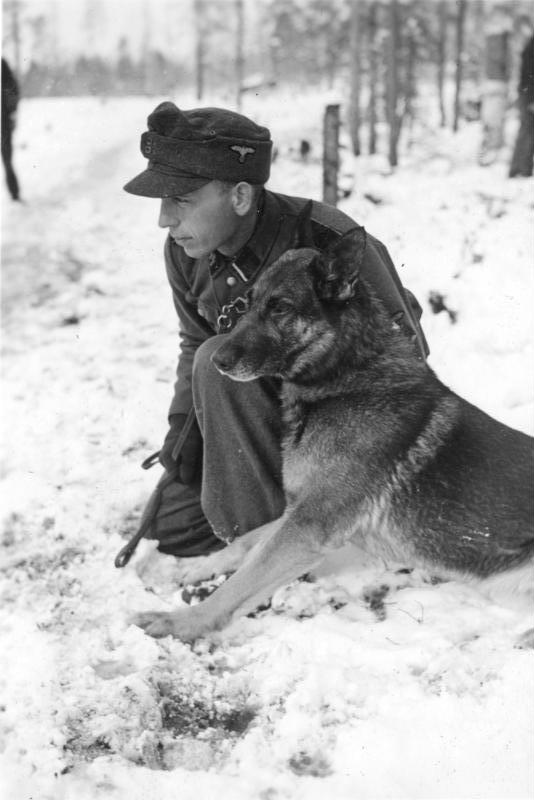
SS-Sturmmann mit Deutschem Schäferhund bei der Hundeausbildung in Norwegen

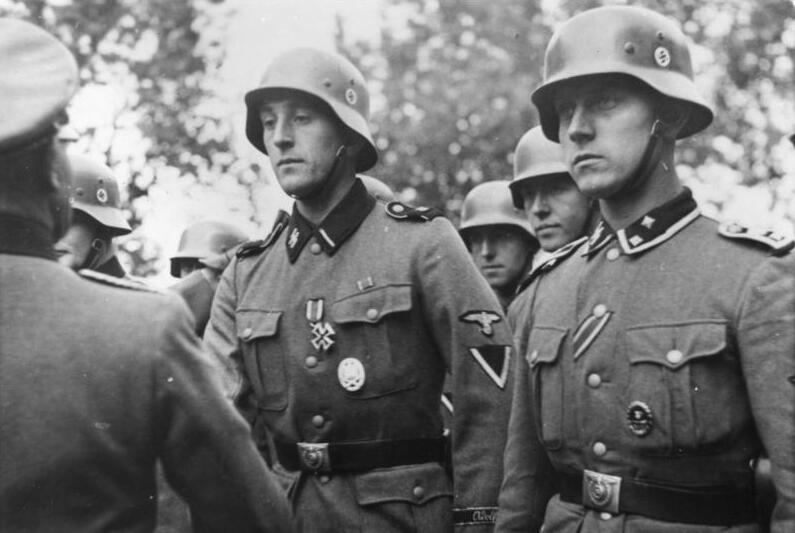
Soldaten der Waffen-SS
- links: Sturmmann
- rechts Oberscharführer

Der SS-Sturmmann (kurz: Stuma; Ansprache: Sturmmann) war im Deutschen Reich von 1933 bis 1945 der zweithöchste Rang der Dienstgradgruppe der Mannschaften der Schutzstaffel (SS).

## Ursprung
Der Begriff Sturmmann entstand schon im Ersten Weltkrieg und bezeichnete diejenigen Soldaten, die sogenannte Sturmabteilungen bildeten, zeitweilige Elemente der Gefechtsordnung in der Regel beim Angriff auf gegnerische Befestigungsanlagen, befestigte Lager, Räume oder Städte (→ Sturmtruppe). Hierbei hatten sie die Aufgabe, die zur Verteidigung stark ausgebauten Objekte einzunehmen. Sturmabteilungen waren in der Regel verstärkte Bataillone, bestanden aus Sturmgruppen bzw. Sturmkompanien und verfügten über Einheiten verschiedener Waffengattungen und Spezialtruppen des Heeres. So gelangten beispielsweise mit Sprengmitteln und Flammenwerfern spezielle ausgerüstete Sturmpionier-Kompanien zum Einsatz.
Die Sturmmänner solcher Sturmabteilungen verfügten über Einsatzerfahrung, waren kampferprobt und hatten ein elitäres Selbstverständnis.

## Einführung
Der elitäre Geist der Sturmmänner aus den Kriegstagen überdauerte die Kapitulation Deutschlands im Jahre 1918 und lebte weiter in der Traditionspflege von Freikorps und der Reichswehr. Die Niederlage im Ersten Weltkrieg und der als Schmach empfundene Friedensvertrag von Versailles förderten im Kreise der noch aktiven Soldaten den Korpsgeist der Sturmmänner.
So wurde Sturmmann zunächst eine paramilitärische Rangbezeichnung der NSDAP, die ab 1921 Verbreitung fand und sowohl in der Sturmabteilung (SA) als auch später in der Schutzstaffel (SS) genutzt wurde.

## Waffen-SS
In der Allgemeinen SS und der Waffen-SS war der Sturmmann der zweithöchste Rang der Mannschaften. Zu diesem Rang konnten SS-Oberschützen der Waffen-SS nach einer Mindestdienstzeit von sechs bis zwölf Monaten befördert werden, wenn sie die dafür notwendigen Fähigkeiten und Kompetenzen nachweisen konnten.
Bei den Abbildungen werden die Rangabzeichen oder Dienstgradabzeichen gezeigt, die als Schulterstücke, Kragenspiegel und Ärmelabzeichen getragen wurden. Die Kragenspiegel mit SS-Runen und dem Rangabzeichen wurden an der feldgrauen Uniformjacke der Waffen-SS oder der grauen Feldbluse getragen.

## Rangfolge und Insignien
Dieser SS-Rang war dem SA-Obersturmmann und dem damaligen Gefreiten in Heer und Luftwaffe der Wehrmacht gleichgestellt. Die Paspelierung der Schulterstücke war in der für Mannschaften der Waffen-SS festgelegten Waffenfarbe gehalten.
| Dienstgrad                |                      |                        |
| niedriger: SS-Oberschütze | SS-Sturmmann (Stuma) | höher: SS-Rottenführer |

Rangabzeichen SS-Sturmmann der Waffen-SS
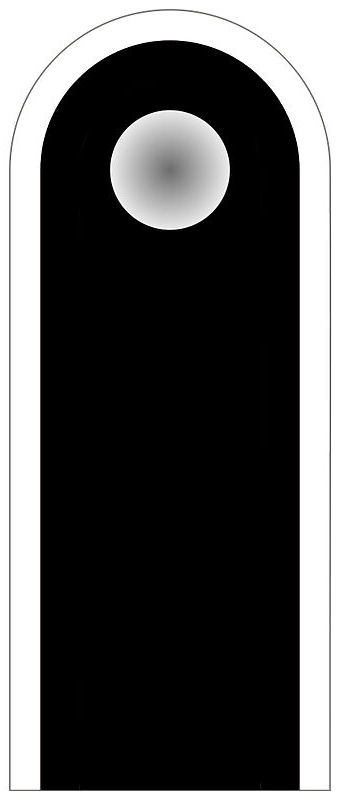
Schulterstück (für alle Mannschaften der Waffen-SS gleich)
Kragenspiegel
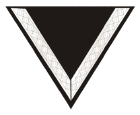
Ärmelabzeichen (linker Oberarm)
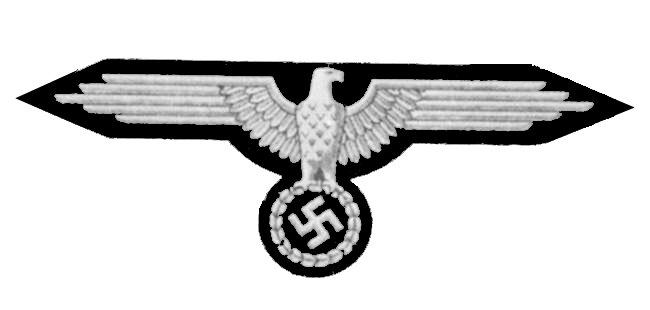
Hoheitsabzeichen (linker Oberarm, oberhalb Sturmmann-Winkel)

| equivalent | Waffen-SS       | Heer (H)        | Luftwaffe (Lw)  | Kriegsmarine (M)           |
| OR-1       | SS-Schütze      | Soldat          | Flieger         | Matrose                    |
| OR-1       | SS-Oberschütze  | Oberschütze     | Flieger         | Matrose                    |
| OR-2       | SS-Sturmmann    | Gefreiter       | Gefreiter       | Matrosengefreiter          |
| OR-3       | SS-Rottenführer | Obergefreiter   | Obergefreiter   | Matrosenobergefreiter      |
| OR-3       | kein Äquivalent | kein Äquivalent | Hauptgefreiter  | Matrosenhauptgefreiter     |
| OR-4       | kein Äquivalent | Stabsgefreiter  | Stabsgefreiter  | Matrosenstabsgefreiter     |
| OR-4       | kein Äquivalent | kein Äquivalent | kein Äquivalent | Matrosenoberstabsgefreiter |